# AOHARU YOUTH
「AOHARU YOUTH」（アオハル・ユース）は、2002年2月6日に発売されたSUPERCARの12枚目のシングル。

## 解説
- シングル作品としては前作より約3ヶ月ぶりのリリース。アルバム「HIGHVISION」の先行シングル。
- プロデューサーに益子樹(ASLN, DUB SQUAD, ROVO)を起用。
- 初回仕様が存在し、カラートレイ仕様になっている。通常盤は帯が存在する。

## 収録曲
1. AOHARU YOUTH (5:10)
  - テレビ東京系「JAPAN COUNTDOWN」オープニングテーマ
2. UNIVERSE (3:30)
3. Strobolights Remix(Mixed By DUB SQUAD) (7:19)
・DUB SQUADによるリミックス。

全作詞：石渡淳治　作曲：中村弘二　編曲：SUPERCAR